# Lunds universitets studentkårer
Lunds universitets studentkårer, LUS, är en samarbetsorganisation för studentkårerna vid Lunds universitet. LUS bildades 17 november 1995 inför upplösningen av Lunds Studentkår. Samtliga nio studentkårer vid Lunds universitet är anslutna till LUS, som representerar ca 40 000 studenter. LUS är medlem i Studentkårer syd, Sveriges storstadsstudentkårers samarbetsorgans samarbetsorgan (6S) och Universitas 21 Student Leaders' Network (U21 SLN)]. LUS:s inofficiella motto lyder Quos ego.
Organisationen delar varje år ut Lunds universitets studentkårers pedagogiska pris, som tilldelas en eller flera lärare vid Lunds universitetet som utmärkt sig genom förebildliga och skickliga lärarinsatser.

## Verksamhet
LUS verksamhet kan delas upp i tre delar, en studentpolitisk del, en studentservicedel och en ceremoniell del.

### Studentpolitisk del
LUS företräder Lunds studenter gentemot universitetet, de kommuner som universitetet verkar i, Region Skåne och andra aktörer nationellt och internationellt. LUS utser också studentföreträdare på central nivå.

### Studentservice
LUS driver bland annat tidningen Lundagård, bostadsförmedlingen Bopoolen, och stiftelserna friluftsgården Lillsjödal i norra Skåne, Lunds studentkårs daghem för barn (ett daghem för barn till studenter) och låneinstitutet Kreditkassan. Inom LUS finns också karnevalsorganet, som är högsta beslutande organ över Lundakarnevalen.

### Ceremoniell del
Vid officiella sammanhang representerar LUS ordförande och vice ordförande alla studenter vid Lunds universitet. Under LUS ligger också Lunds studenters fanborg, som består av det stora och det lilla standaret. Dessa standar är de äldsta studentstandaren i bruk i Sverige och är tillverkade i mitten av 1800-talet. Till detta kommer studentnationernas fanor. Fanborgen symboliserar studenterna vid olika akademiska högtider, som doktorspromotioner och professorsinstallationer. 
LUS anordnar också den traditionella rektorsuppvaktningen på förste maj, då LUS:s ordförande talar till rektor, som därefter får möjlighet att gå i svaromål. Samtidigt underhåller studentorkestrar och Lunds Studentsångförening. Högtiden har firats åtminstone sedan början av 1800-talet. Kvällen före, den siste april, håller LUS:s vice ordförande det traditionsenliga talet till våren från en balkong på Akademiska Föreningens hus vid Tegnérsplatsen i samband med mösspåtagningen.

## Medlemskårer
- Lunds doktorandkår (LDK)
- Lundaekonomernas Studentkår (LE)
- Humanistiska och teologiska studentkåren (HTS)
- Juridiska Föreningen i Lund (JF)
- Studentkåren vid Konstnärliga Fakulteten i Malmö (SKFM)
- Teknologkåren vid Lunds Tekniska Högskola (TLTH)
- Corpus Medicum (CM)
- Lunds Naturvetarkår (LUNA)
- Samhällsvetarkåren vid Lunds universitet (SAM)

## Presidialer
| Period             | Ordförande                               | Vice ordförande                     | Generalsekreterare |  |
| ------------------ | ---------------------------------------- | ----------------------------------- | ------------------ |  |
| 1996 (vårterminen) | Patrik Kruse                             | Jacob Branting                      |                    |  |
| 1996/97            | Patrik Kruse                             | Katja Wibell                        |                    |  |
| 1997/98            | Kathrin Österlund                        | Göran Hellmalm                      |                    |  |
| 1998/99            | Michael Eriksson                         | Mattias Persson (numera Fall)       |                    |  |
| 1999/2000          | Lars Larsson (numera Trägen)             | Johan Nilsson                       |                    |  |
| 2000/01            | Magnus Andergran (numera Alm)            | Marta Santander                     |                    |  |
| 2001/02            | Kristina Arnrup (numera Arnrup Thorsbro) | Tomas Holdar                        |                    |  |
| 2002/03            | Mikael Härdig                            | Carin Brenner                       |                    |  |
| 2003/04            | Carin Brenner                            | Nils Gustafsson                     |                    |  |
| 2004/05            | Christian Resebo                         | Nanna Wedar                         |                    |  |
| 2005/06            | Elisabet Månsson                         | Magnus Sandberg                     |                    |  |
| 2006/07            | Martin Lundqvist                         | Marie Lidén                         |                    |  |
| 2007/08            | Hanna Ericsson                           | Ida Andersson                       |                    |  |
| 2008/09            | Petter Forkstam                          | Eva Frisendahl                      |                    |  |
| 2009/10            | Christian Stråhlman                      | Elisabeth Gehrke                    | Hanna Gunnarsson   |  |
| 2010/11            | Christoffer Ivarsson                     | Henrik Jonsson                      | Ellen Sunneskär    |  |
| 2011/12            | Simon Wetterling                         | Emma Jungmark                       | Christian Lindgren |  |
| 2012/13            | Tora Törnquist                           | Nicolai Slotte                      |                    |  |
| 2013/14            | Clara Lundblad                           | Edward Linderoth-Olson              |                    |  |
| 2014/15            | Oskar Styf                               | Sebastian Persson (numera Jaktling) |                    |  |
| 2015/16            | Cecilia Skoug                            | Linnea Jacobsson                    |                    |  |
| 2016/17            | Björn Sanders                            | Jack Senften                        |                    |  |
| 2017/18            | Martin Hansen                            | Daniel Kraft                        |                    |  |
| 2018/19            | Christina Abdulahad                      | Alexander Nymark                    |                    |  |
| 2019/20            | Gustav Ekström                           | Matilda Byström                     |                    |  |
| 2020/21            | Malin Bruce                              | Ella Sjöbeck                        |                    |  |
| 2021/22            | Emma Svensson                            | Elvira Källberg                     |                    |  |
| 2022/23            | Emmy Svensson                            | Alva Söderbäck                      |                    |  |
| 2023/24            | Linnéa Landegren                         | Anton Silverbern                    |                    |  |
| 2024/25            | Mia Huovilainen                          | Axel Simonsson                      |                    |  |